# Pontiac R8

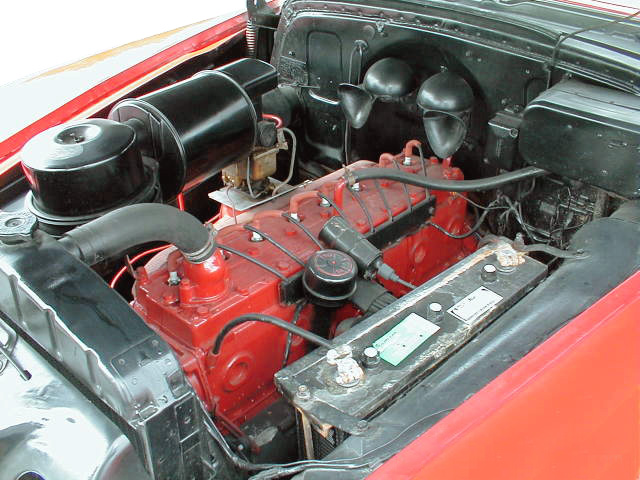
Pontiac Starliner 8 – widok na silnik.

Pontiac R8 (z ang. Straight Eight) – rodzina rzędowych silników ośmiocylindrowych, produkowany przez amerykańskie przedsiębiorstwo Pontiac w latach 1933-1954.
Rzędowe jednostki o ośmiu cylindrach zostały nazwane ,,Silver-Streak". Napędzany ośmiocylindrową jednostką Pontiac był promowany jako wygodny i szybki samochód. Zaprojektowano je dla konserwatywnych nabywców tańszych pojazdów klasy średniej, Pontiac wypełniał niszę pomiędzy popularnym Chevroletem a droższymi markami Oldsmobile oraz Buick.
Silver Streak wykorzystywał układ dolnozaworowy z wałkiem rozrządu w bloku silnika, napędzanym przez łańcuch. Zasilanie zapewniał jednogardzielowy gaźnik Carter. Choć układ R8 generuje drgania własne, silnik nie posiadał wałka wyrównoważającego, gdyż układ dolnozaworowy posiada ruchome części ciągu zaworowego w bloku silnika, niwelując drgania i umożliwiając bardzo cichą pracę w porównaniu z układem OHV. Samochody napędzane silnikiem Silver Streak uchodziły za ciche, wówczas był to jeden ze standardów wysokiej jakości samochodu.
W trakcie produkcji sukcesywnie wzrastała pojemność oraz stopień sprężania. Silnik 3,7 l z 1933 roku odznaczał się kompresją na poziomie 5,7 : 1, która już po roku wzrosła do 6,2 : 1. Stosowano także jednostki o litrażu 3,8 l , 4,0 l oraz 4,4 l. Najmocniejsza z nich  Silnik cechował się wyjątkowo niską prędkością obrotową biegu jałowego - 450 obr./min w przypadku przekładni ręcznej, zaś z automatyczną - 375 obr / min (podczas jazdy). Niewielka była też prędkość obrotowa mocy maksymalnej - najmocniejszy wariant osiągał ją na poziomie 3800 obr / min. W przeciwieństwie do silnika R8 Chevroleta, silniki Pontiac wykorzystywały pełne smarowanie ciśnieniowe.

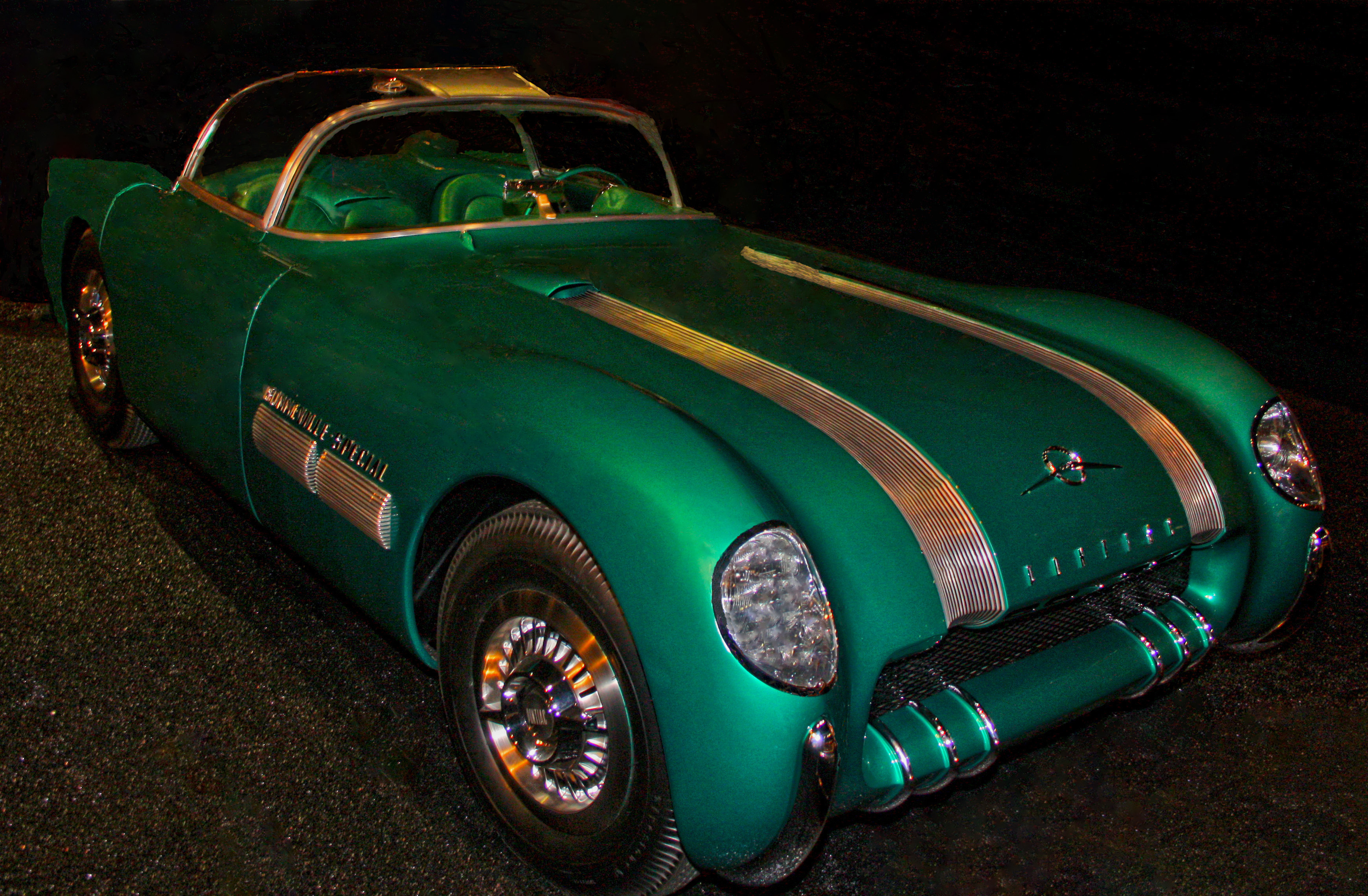
Pontiac Bonneville Special

Silnik R8 Pontiaca był niezawodny i elastyczny, cieszył się więc dużą popularnością w latach 30. i 40. W 1933 był to najmocniejszy silnik napędzający samochody marki Pontiac i jednocześnie najtańszy silnik ośmiocylindrowy, zbudowany przez amerykańskiego producenta samochodów. Na początku lat pięćdziesiątych pojawiły się górnozaworowe V8 opracowane przez Forda oraz Chryslera, a także siostrzane marki GM. Sprawiło to, że "Silver Streak" stał się przestarzały. Podobnie jak w innych silnikach o żeliwnym bloku, silnik R8 był znacznie cięższy i większy, niż V8 o tej samej pojemności. Długi wał korbowy wykazywał tendencję do drgań skrętnych pod dużym obciążeniem, ponadto układ dolnozaworowy zmniejszał wydajność przepływu powietrza w układzie dolotowym i wydechowym, w efekcie potencjał konstrukcji nie mógł być w pełni wykorzystany. Pontiac zdecydował o zaprzestaniu stosowania układu R8 na rzecz R6 i V8 Nowo powstała jednostka Strato-Streak V8, o pojemności 287-cali sześciennych weszła do produkcji w 1955 roku. Silniki górnozaworowe wyeliminowały wszystkie problemy związane z wałem korbowym i głowicą, cechowały je kompaktowe rozmiary, były znacznie tańsze w produkcji, zachowując przy tym trwałość poprzedników.
W 1954 roku Pontiac zaprezentował zupełnie nowy model Bonneville Special. Koncepcja została wyposażona w silnik 4,4 l o wysokiej mocy, nazwany "Special 8". Wariant ten cechował się wysokim stopniem sprężania, z ostrzejszym wałkiem rozrządu, i osiągał moc 230 KM. Pojazd ten otrzymał przełomową w tym czasie przekładnię automatyczną o czterech przełożeniach.